# Iglesia de madera de Hopperstad

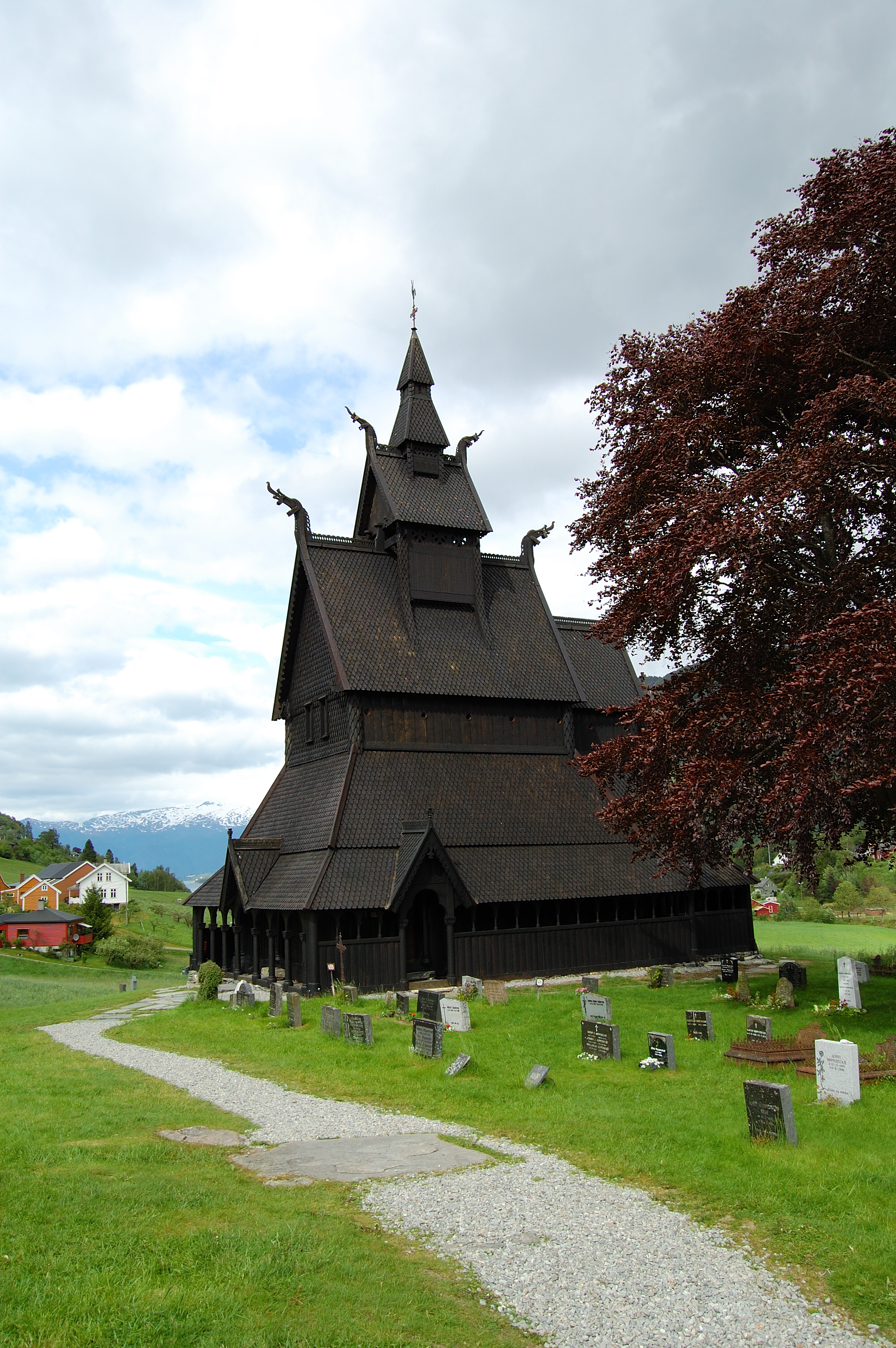
Iglesia de Hopperstad.

La iglesia de madera de Hopperstad es una stavkirke medieval de Vikøyri, municipio de Vik, provincia de Sogn og Fjordane, en Noruega. Fue construida hacia el año 1130. 
Fue reconstruida en gran parte en el siglo XIX en un intento por recuperar su apariencia primitiva. Desde entonces es propiedad de la Sociedad para la Conservación de Monumentos Antiguos Noruegos.

## Historia

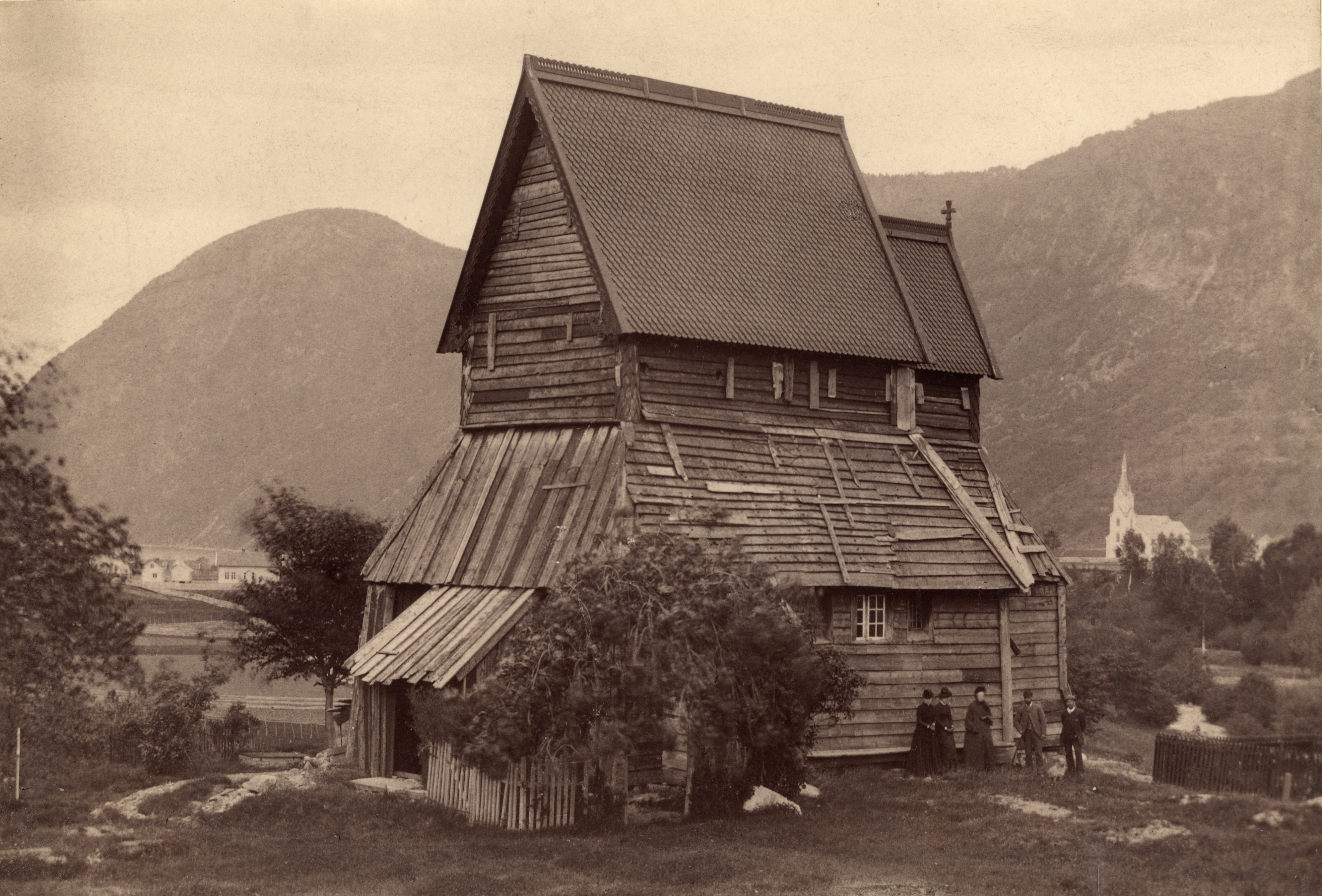
La iglesia de 1885 durante la restauración.

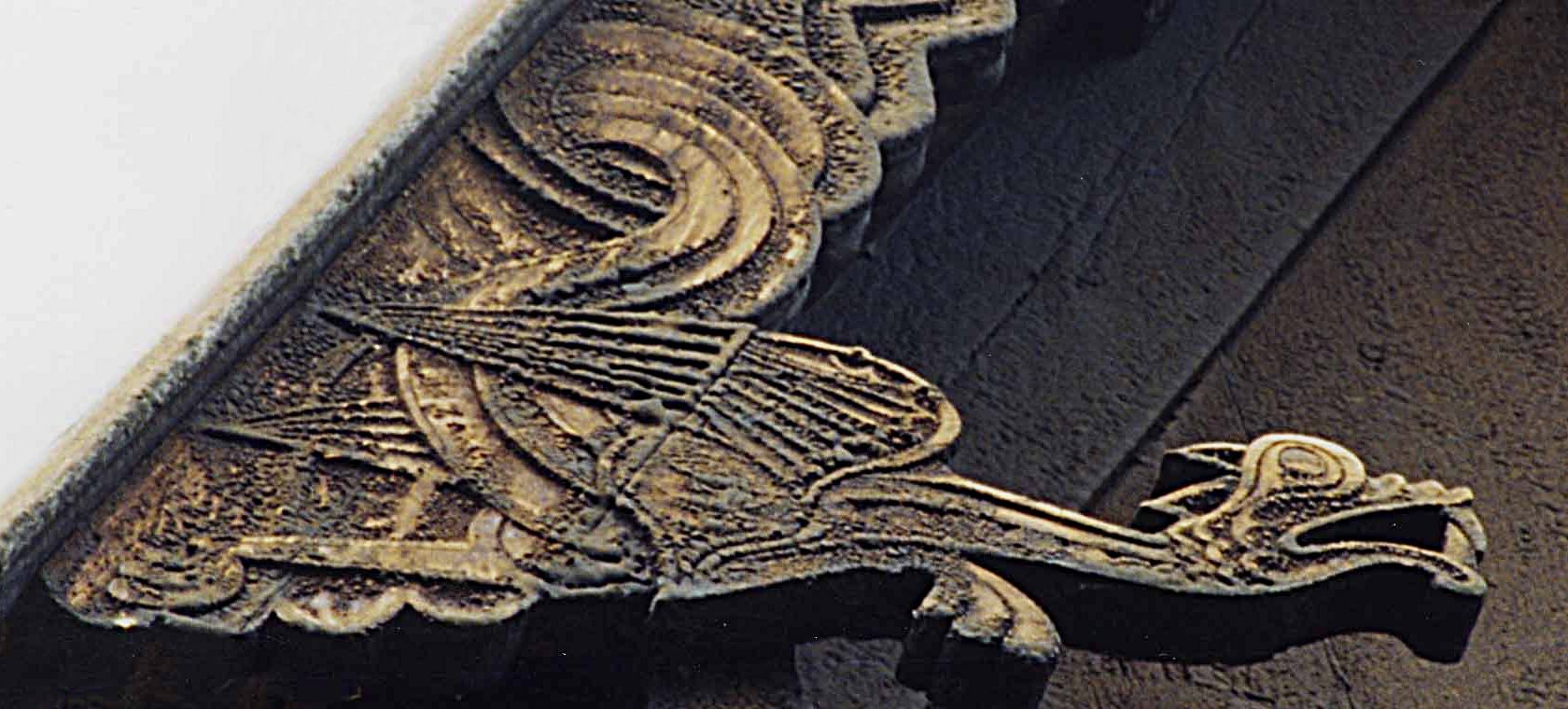
Cabeza de dragón.

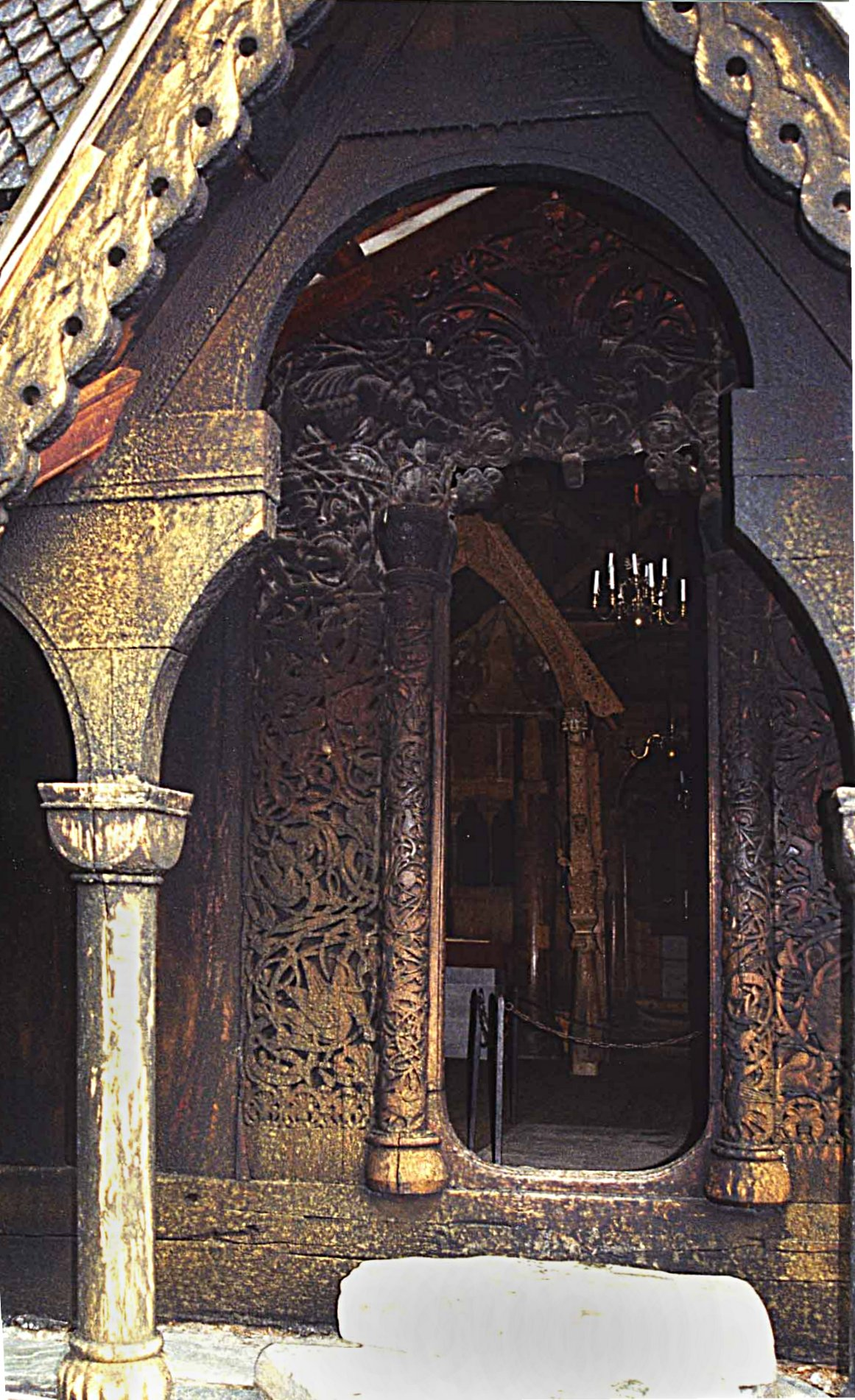
Portal occidental.

Las pruebas dendrocronológicas realizadas en 1997 a partir de siete diferentes partes de la iglesia dieron datos de edades entre 1034 y 1116. En 1982, una reparación en la parte norte del corredor junto al coro descubrió una huella de un poste de una antigua iglesia de postes de se hallaba en el mismo lugar de la iglesia actual. Aparentemente, la iglesia permaneció en su forma original hasta el siglo XVII. Entonces, la nave fue alargada hacia el occidente, y se construyó un campanario en la parte nueva. El agrandamiento ocurrió también por el oriente, el sur, y sobre todo por el norte. Esas obras fueron finalizadas hacia el siglo XVIII. No hay ninguna imagen del interior de la iglesia en esta época. La pila bautismal fue colocada bajo el baldaquín medieval y las paredes fueron pintadas con escenas bíblicas en colores claros.
En 1851 apareció una nueva ley que establecía que las iglesias debían tener lugar para al menos un tercio de la población de la parroquia. La ley implicaba que varias iglesias eran demasiado pequeñas. En algunos casos, los templos fueron agrandados, en otros, se construyó una nueva iglesia y las viejas construcciones fueron derribadas. En Vik, se construyó una nueva iglesia de mampostería en 1877; el municipio contaba además de la iglesia de Hopperstad, con la antigua iglesia de Hove, de piedra, pero los recursos eran insuficientes para mantener a las tres. La Sociedad para Conservación de Monumentos Antiguos Noruegos ofreció comprar la stavkirke al municipio. Como el precio fijado era muy elevado (1200 coronas), se acordó que la Sociedad la compraría por 600 coronas, y las partes más recientes serían desmontadas y vendidas. Una vez que éstas piezas de madera fueron vendidas a particulares por 800 coronas, la Sociedad se hizo cargo de la iglesia.
Hubo primero la intención de trasladar la iglesia de Hopperstad al Nygårdsparken de Bergen, pero tras una discusión se decidió restaurarla en su emplazamiento original. Para la restauración y la reconstrucción se contrató al arquitecto Peter Blix. Las obras duraron entre 1885 y 1891.

## La iglesia tras la restauración

### Exterior
La remodelación del siglo XVII fue la causante de que se conservara bastante poco del exterior original de la iglesia. Éste fue reconstruido con la iglesia de Borgund como modelo. Como esta última iglesia, Hopperstad tiene su techo es un escalonamiento séxtuplo, si bien la división entre el techo del deambulatorio de la nave y el del corredor exterior no es muy evidente.
Se le colocó un ábside con chapitel en el oriente, una torre central de tres cuerpos sobre el caballete del techo y un corredor alrededor de toda la planta, intentando reconstruir la apariencia que tenía el templo en sus orígenes. El techo fue adornado con dragones similares a los de Borgund. Las partes auténticas de la antigua iglesia son las grandes vigas del piso, las soleras, los tablones de los muros y los postes (stav) esquineros, así como una parte de la armadura del techo.

### Portales
La iglesia tiene tres portales. En el lado norte del coro hay un pequeño portal decorado con sencillos motivos animales. En el costado sur hay un portal de columnas que no destaca por su originalidad, además de una claraboya en la pared que fue utilizada en las confesiones. El portal sur habría sido utilizado por las mujeres que acudían a la iglesia por primera vez tras haber dado a luz y que eran consideradas impuras hasta que acudiesen a los servicios religiosos.
El portal principal, en el occidente, contiene motivos de dragones, que se entrelazan y se muerden en el cuello entre sí. Este portal es de alta calidad y es posible que haya sido esculpido por un maestro que se dedicó a la decoración de varias stavkirke, pues existen claras similitudes con el portal occidental de la iglesia de Borgund.

### Interior

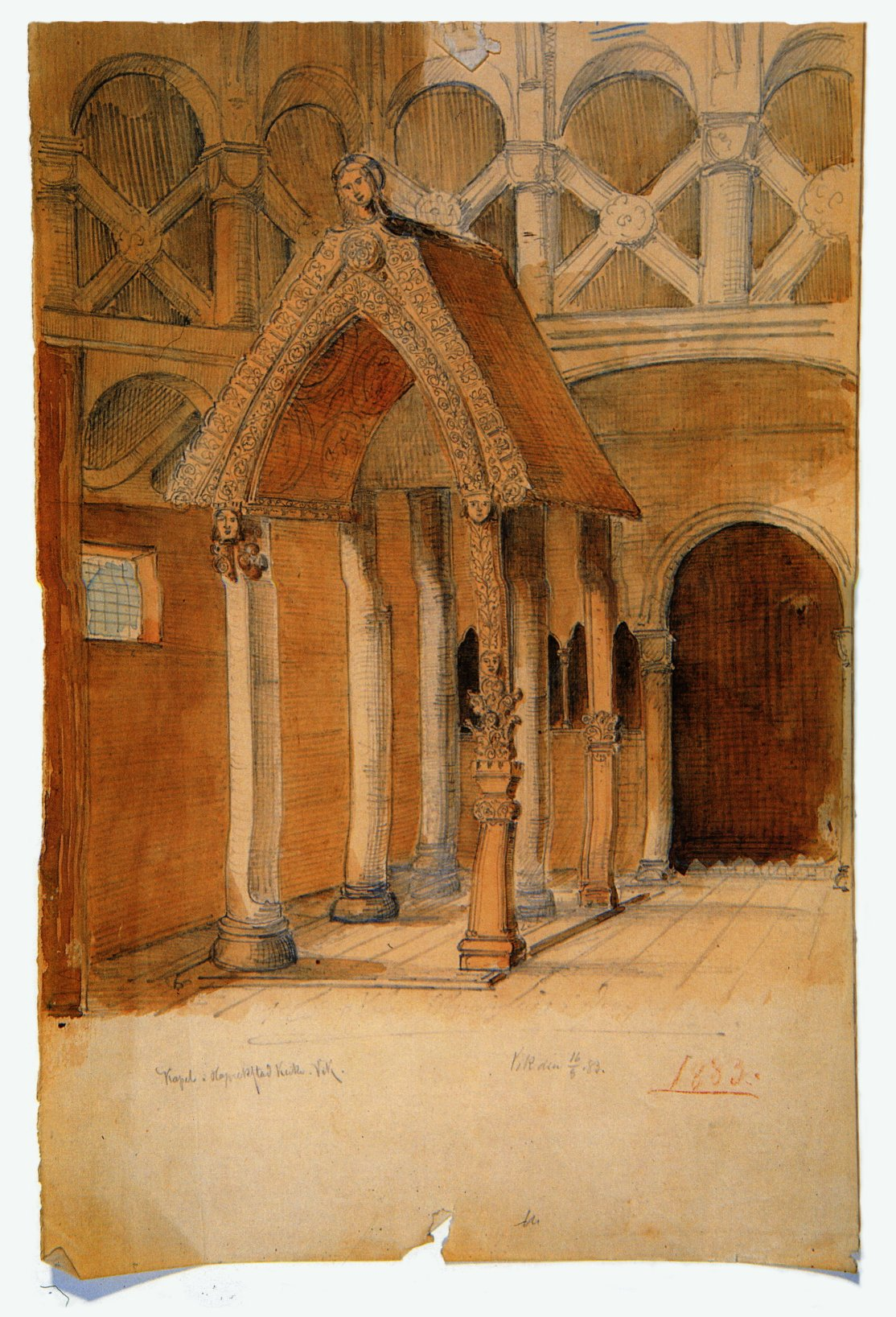
Acuarela del baldaquín por Peter Andreas Blix en 1882.

En el interior hay 18 postes circulares que tienen la función de columnas, con capiteles románicos y enlazados entre sí por medio de arcadas de madera de arco de medio punto. Seis postes en cada lado a lo largo de la nave y tres a lo ancho. Los postes tienen 8 m de altura y reposan en una gran viga que forma un marco de cuadro lados. La iglesia de Hoppertad mantiene gran similitud en su interior con la iglesia de Urnes, y quizás ambas fueron construidas por la misma época. Se ha especulado si los motivos en los fustes y capiteles son “traducciones” de la arquitectura en piedra del siglo XII.
Originalmente, la iglesia no tenía los actuales cepos y cruces de san Andrés a la mitad de la altura de la sala central de la nave. El coro se hallaba separado de la nave por una pantalla de madera, que fue abierta en algún momento para que la feligresía pudiese seguir lo que sucedía en el altar.

### Inventario
La pieza más suntuosa es un ciborio o baldaquín en el altar lateral del norte, consagrado a la Virgen María y datado en el siglo XIV. Se ha sugerido que había un baldaquín similar en el altar del lado sur. Hay cuatro esculturas en el baldaquín. En lo más alto, una cabeza de Cristo, en la cima de la columna izquierda una figura femenina con corona, y en lado derecho una figura masculina, también coronada y bajo ésta, la cabeza de un monje.
La parte inferior del baldaquín está pintado con ocho escenas relacionadas con el nacimiento de Jesús: la Anunciación, el nacimiento de cristo, el mensaje de los ángeles a los pastores, la visión de la estrella de Belén por los pastores, la adoración de los magos, la purificación de María y la presentación del Niño Jesús en el templo, la huida a Egipto, y la masacre de los inocentes.

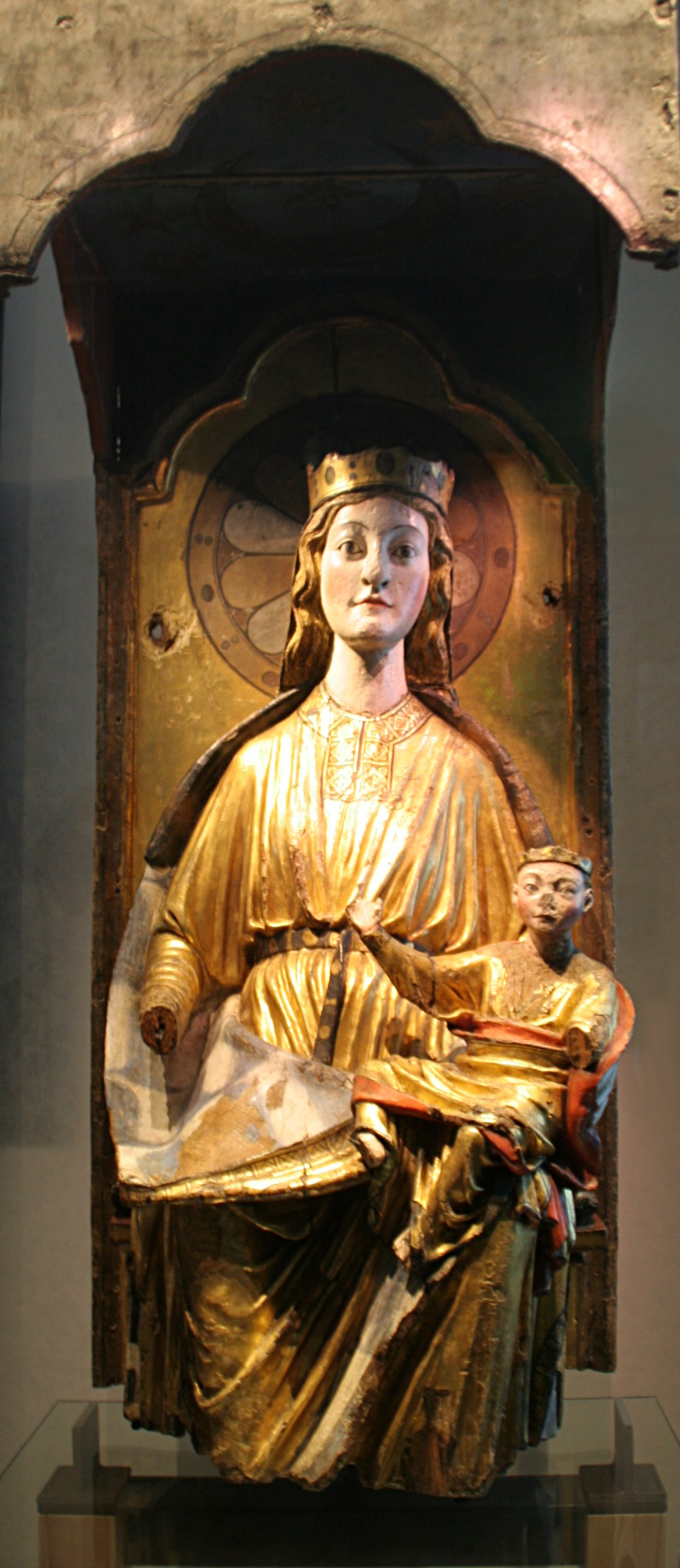
Virgen María con el niño (1230–1235). Actualmente en el Museo de Bergen.

Peter Blix intentó retirar todo el inventario del siglo XVII. Algunos de sus asistentes, sin embargo, contratados posiblemente por la Sociedad, retiraron sin el consentimiento del arquitecto toda la pintura de los muros, alcanzándose a salvar únicamente el baldaquín.
Sin embargo, algo quedó del inventario del siglo XVII. El retablo, de 1621, es de estilo renacentista, y contiene escritos del catecismo. Hay también un pupitre de lectura del mismo siglo.
Se conservan también un par de lápidas, una de ellas perteneció a la tumba del párroco Iver Eriksson Leganger (1629-1702). En una tabla oval de 1688 puede leerse una inscripción que menciona al reinado de Cristián V. Hay también un retrato femenino de ca 1650, sin que se haya determinado a quien perteneció.

### La Madonna del Museo de Bergen
En el Museo de Bergen se resguarda una Madonna de entre 1230 y 1235, esculpida en madera de encino, que supuestamente procede de la iglesia de Hove, vecina de Hopperstad. Ha habido sin embargo especulaciones de que estuvo originalmente bajo el ciborio de la stavkirke y posteriormente fue trasladada a la iglesia de Hove. La escultura es una de las obras maestras de los inicios del arte gótico que se han conservado en Noruega. Se sugiere una influencia inglesa de la escultura, o inclusive que procede de Inglaterra.